# 신후재
신후재(申厚載, 1636년~1699년)는 조선의 문신으로, 본관은 평산(平山), 자는 덕부(德夫), 호는 규정(葵亭)·서암(恕庵)이다.

## 생애
1660년 식년문과에 을과로 급제해 지평·홍문관부교리, 안동부사로 나갔고, 병조참의·동부승지·지제교를 거쳐, 이듬해 병조참지, 강원도관찰사, 승정원우승지, 도승지·강화유수·개성유수, 한성판윤을 역임했다. 1694년 갑술옥사로 여주에 유배되자 학문에 전념했다.

## 참고 자료
- 신후재 - 한국민족문화대백과사전